# Elatostema comptonioides
Elatostema comptonioides är en nässelväxtart som beskrevs av Albert Charles Smith. Elatostema comptonioides ingår i släktet Elatostema och familjen nässelväxter. Inga underarter finns listade i Catalogue of Life.